# 5823 Орьо
5823 Орьо (5823 Oryo) — астероїд головного поясу, відкритий 20 грудня 1989 року.
Тіссеранів параметр щодо Юпітера — 3,303.
Названо на честь Орьо (яп. おりょう орьо:)